# Vicente Feola
Vicente Ítalo Feola (São Paulo, 1909. november 20. – São Paulo, 1975. november 6.), egykori világbajnok brazil labdarúgóedző.

## Pályafutása
Az 1958-ban világbajnok brazil válogatott szövetségi kapitánya volt.

## Sikerei, díjai

### Edzőként
São Paulo
- Campionato Paulista (2): 1948, 1949

Brazília
- Világbajnok (1): 1958